# 大洋河水库
大洋河水库是中国广西壮族自治区贵港市桂平市境内的一座水库，位于郁江支流大洋河上，建于1974年。水库正常库容为833万立方米，集雨面积为2平方千米，海拔为79米。